# Moritz Thiele
Moritz Thiele (geb. 10. September 1993 in Berlin, Deutschland) ist ein deutscher American-Football-Spieler auf der Position des Defensive Back. Er spielt für die Berlin Thunder in der European League of Football und ist Deutscher Nationalspieler.
Thiele ist außerdem zweimaliger Weltmeister sowie mehrmaliger Europa- und Deutscher Meister im Wakeskating.

## Karriere
Thiele wurde durch seinen späteren Teamkollegen Nicolai Schumann zum American Football gebracht. Er begann 2018 in der zweiten Mannschaft der Potsdam Royals. 2020 wurde vom amtierenden Deutschen Meister New Yorker Lions verpflichtet, die Saison entfiel jedoch wegen der Covid-19-Pandemie.
Thiele schloss sich 2021 wie Schumann Berlin Thunder in der neu gestarteten European League of Football (ELF) an. In der Saison 2022 wurde er ins ELF All-Star Second Team aufgenommen. Teamintern wurde er als Most Improved Player ausgezeichnet.

## Statistiken
| Jahr                            | Team           | Spiele | Tackles | Tackles | Tackles | Tackles | Tackles | Interceptions | Interceptions | Interceptions | Interceptions | Fumbles | Fumbles | Fumbles |
| Jahr                            | Team           | Spiele | Total   | Solo    | Ast     | TFL     | Sack    | BrUp          | INT           | Yds           | TD            | FF      | FR      | TD      |
| ------------------------------- | -------------- | ------ | ------- | ------- | ------- | ------- | ------- | ------------- | ------------- | ------------- | ------------- | ------- | ------- | ------- |
| European League of Football     |                |        |         |         |         |         |         |               |               |               |               |         |         |         |
| 2021                            | Berlin Thunder | 10     | 48      | 37      | 11      | 1       | 0       | 6             | 1             | 40            | 0             | 2       | 0       | 0       |
| 2022                            | Berlin Thunder | 11     | 26      | 21      | 5       | 1,5     | 0       | 7             | 1             | 33            | 0             | 0       | 0       | 0       |
| 2023                            | Berlin Thunder | 12     | 22      | 13      | 9       | 0,5     | 0       | 7             | 1             | 7             | 0             | 1       | 0       | 0       |
| ELF Gesamt                      | ELF Gesamt     | 33     | 96      | 71      | 25      | 3       | 0       | 20            | 3             | 80            | 0             | 3       | 0       | 0       |
| Quellen: sportsmetrics.football |                |        |         |         |         |         |         |               |               |               |               |         |         |         |

| Jahr                            | Team           | Spiele | Tackles | Tackles | Tackles | Tackles | Tackles | Interceptions | Interceptions | Interceptions | Interceptions | Fumbles | Fumbles | Fumbles |
| Jahr                            | Team           | Spiele | Total   | Solo    | Ast     | TFL     | Sack    | BrUp          | INT           | Yds           | TD            | FF      | FR      | TD      |
| ------------------------------- | -------------- | ------ | ------- | ------- | ------- | ------- | ------- | ------------- | ------------- | ------------- | ------------- | ------- | ------- | ------- |
| European League of Football     |                |        |         |         |         |         |         |               |               |               |               |         |         |         |
| 2023                            | Berlin Thunder | 1      | 7       | 4       | 3       | 0       | 0       | 0             | 0             | 0             | 0             | 0       | 0       | 0       |
| ELF Gesamt                      | ELF Gesamt     | 1      | 7       | 4       | 3       | 0       | 0       | 0             | 0             | 0             | 0             | 0       | 0       | 0       |
| Quellen: sportsmetrics.football |                |        |         |         |         |         |         |               |               |               |               |         |         |         |